# Estación de tránsito
Estación de tránsito (título original en inglés: Way Station) es una novela de ciencia ficción del escritor Clifford D. Simak. Fue originalmente publicada bajo el título de Here Gather the Stars en dos partes en los números de junio y agosto de 1963 de la revista Galaxy Science Fiction, y posteriormente en libro por la editorial Doubleday, con el título definitivo de Way Station. Fue publicada por primera vez en español en 1966 por la editorial EDHASA. En 1964 la obra obtuvo el premio Hugo a la mejor novela.

## Argumento
La novela comienza con la descripción de un campo de batalla. De entre los soldados se nos cita el nombre de un superviviente: Enoch Wallace.
Un agente de la C.I.A. Claude Lewis, le comenta al Doctor Erwin Hardwicke, la asombrosa existencia de un hombre que, teniendo ciento veinticuatro años, aparenta solo una treintena. Este prodigio ha permanecido durante años aislado del mundo en una región del estado de Wisconsin. Su nombre es Enoch Wallace.
Tras unos días observando el entorno de Enoch, el agente Lewis decide inspeccionar el hogar del extraño hombre. El agente descubre un pequeño cobertizo adosado a la casa que se trata del habitáculo en el que vive Enoch, y no puede acceder al interior debido a que todo el material que compone la casa resulta ser realmente extraño. Cerca de la casa el agente se encuentra tres lápidas; dos de ellas pertenecen a los padres de Enoch, y una tercera muestra una serie de extrañas inscripciones grabadas aparentemente sin ningún sentido, por lo que la CIA se propone seguir investigando a Enoch.
A partir de este momento la novela se desarrolla desde la perspectiva de Enoch, como protagonista de la obra. Su casa está repleta de extrañas máquinas futuristas, y él parece ser el encargado de hacerlas funcionar. La casa, en realidad, se trata de una estación espacial en cuyo interior no se envejece, y Enoch Wallace es su encargado. Enoch se había convertido en el único hombre que conocía la existencia de vida extraterrestre. Su casa había sido convertida en una estación a la que llegaban viajeros de todas las partes de la galaxia. 
Los contactos humanos de Enoch eran muy limitados: aparte de Lucy Fisher (una chica del pueblo, sordomuda, de la que cuentan que tenía extraños poderes curativos), el protagonista también mantiene una relación de amistad con el cartero (el señor Winslowe).
La obra revela más datos relativos a la extraña naturaleza de la estación. Esta está creada de material extraterrestre, indestructible frente a las herramientas y armas convencionales de la Tierra (excepto a las explosiones termonucleares), poniendo de manifiesto el temor al desarrollo de este tipo de armas (tan concurrente en películas y novelas de ciencia ficción durante la Guerra Fría).
En la obra se plantea que el viaje interplanetario está basado en la violación de un postulado que el hombre admite como cierto: que la velocidad de la luz es la velocidad máxima del universo. Por otro lado, este método de viaje, se basa fundamentalmente en un concepto alternativo de teletransporte, de modo que la estructura molecular de un ser, así como su “esencia vital”, sus pensamientos, recuerdos, etc, son copiados en una estación y materializados en otra, dejando atrás un cuerpo inerte que tiene que ser consumido por una serie de ácidos y abrasivos. 
Dos nuevos personajes visitan al protagonista: David (el amigo ideal) y Mary (la conjunción de todas las mujeres importantes para Enoch). En realidad se trata solo de ilusiones auditivas y visuales, creadas por Enoch mediante unos artilugios de otro planeta, para aplacar su soledad. Tras varios años recibiendo visitas de estos dos personajes, ambos decidieron no volver a aparecer, al no poder seguir manteniendo la farsa. 
En un momento en el que Enoch, sale a reflexionar, Lucy, (la chica sordomuda), aparece huyendo de algo, y de modo instintivo e irracional, Enoch introduce a la muchacha en la estación. Enoch descubre de que los perseguidores de Lucy se tratan del padre y el hermano de la muchacha, al impedir esta, utilizando extrañas capacidades, que estos adiestrasen a un perro con una indefensa liebre. Enoch niega haber secuestrado a la chica, pero la necedad del padre es tal, que decide asaltar la casa con un hacha, y lógicamente le es imposible. 
Ulises (el amigo extraterrestre de Enoch), llega a la estación y Enoch le explica la presencia de Lucy en la misma, pero le expone que no corren peligro puesto que la muchacha es incapaz de contar lo que ha visto. Ulises también es portador de malas noticias: alguien ha profanado la tumba -lo cual provoca un revuelo en toda la galaxia- del hazer (de los veganos, un ser bípedo con una especie de aura de luz recorriendo su cuerpo que cayó muerto de forma repentina en una visita a la estación mientras conversaba con Enoch). Algunos sectores, poco convencidos de que la raza humana sea merecedora de disfrutar del contacto interplanetario, podrían utilizar este hecho como argumento para retirar la estación.
Tras haber visitado la tumba profanada del vegano, Enoch decide devolver a Lucy Fisher a sus padres, y al llegar al hogar de la chica, descubre también la presencia del agente Lewis, que para poder observar a Wallace, se hacía pasar por recolector y vendedor de ginseng. Lewis, decide desvelarle su verdadera personalidad a Enoch, y se confiesa como el culpable de la desaparición del cadáver extraterrestre. 
Además, Ulises expone a Enoch la gravedad de otro problema. Una máquina, o artefacto místico que para los humanos podía denominarse “Talismán”, clave para la unión y confraternización de todos los pueblos de la galaxia había sido extraviada o robada. Y por otro lado, la humanidad amenazaba con otra guerra a escala mundial, por lo que Ulises le plantea al protagonista una posible solución: un método por el cual todos los humanos quedarían incapacitados para comprender y reproducir los elementos de la tecnología moderna. Enoch, no se encuentra capacitado para decidir por toda la Tierra, y se plantea múltiples dudas.
Durante su paseo diario, Enoch se encuentra a Lewis y el agente decide ponerse a su servicio e intervenir en lo que pueda para ayudar al protagonista. Este le exige el cadáver del vegano, y continuando con su paseo diario, Enoch se encuentra con Winslowe, el cartero, el cual le advierte de que el padre de Lucy, intentaba levantar una revuelta contra él y la estación.
Enoch decide refugiarse en la estación y evadirse optando por practicar su afición del tiro al blanco. El protagonista desciende a los sótanos de la estación, y activa un dispositivo por el cual su entorno cambia de forma virtual. También en el sótano, Enoch encuentra un baúl perteneciente al viejo hazer muerto, donde el vegano detallaba su preocupación por el Talismán, ya que este no gozaba de ningún “sensitivo” (seres dotados de capacidades psíquicas distintas de sus semejantes), o de seres capaces de custodiarlo. El poder del Talismán es el de unir a un hombre con todo el universo, era una herramienta muy evolucionada. 
Enoch percibe que uno de los materializadores de la estación está en funcionamiento y descubre que se trata de una extraña criatura con forma de rata bípeda que no aparenta llevar buenas intenciones. El extraño roedor logra huir y el protagonista logra acorralar a la “rata” en un vado natural, pero Lucy se interpone involuntariamente en su camino y Enoch, con el objeto de salvarla se abalanza sobre ella. Aun así, el extraterrestre les dispara, y ante la presencia de Ulises, (el cual llega en el momento en que la “rata” tiene como presa a Lucy), Enoch también realiza un disparo que logra matar a la criatura y liberar a la muchacha. Curiosamente, esta recupera un objeto portado por la criatura, y que, en contacto con ella, emite una luz muy intensa. Se trataba del Talismán.
Tras recuperar el objeto, Enoch, Lucy y Ulises, se encuentran con Lewis y con Winslowe. El primero les informa que ya han devuelto el cadáver. El segundo les advierte de que una muchedumbre enfurecida se dirige a la estación. En el momento en que el protagonista y sus amigos, llegan a la estación, la turba se calma debido al efecto del Talismán.
Enoch y sus compañeros devuelven al hazer a su tumba. Tras esto, Ulises expone la necesidad o preferencia de llevarse a Lucy como portadora y custodio del Talismán. Mientras que, en lo relativo a la Tierra, se plantean la posibilidad de solicitar una comisión mundial para, por medio de la influencia del Talismán, impedir la guerra y desvelar a todo el mundo la existencia de vida en otros planetas.
Finalmente Enoch regresa a la estación. Ahora ya no se encontraba tan solo, puesto que podía hablar abiertamente con los terrícolas así como con los extraterrestres. Decide ponerse a trabajar, y Mary, la ilusión creada artificialmente por su mente, se le aparece. Esta vez es distinta, puesto que parece verdaderamente corpórea. No obstante ella prefiere irse puesto que, en esencia, su vida y su personalidad no son reales, son solo el fruto de las aspiraciones y deseos de Enoch.

## Adaptaciones
En septiembre de 2019, Deadline informó que la productora de Matt Reeves 6th & Idaho y Netflix había adquirido los derechos de la novela con vistas a la realización de una película que sería distribuida por la propia plataforma de streaming.